# Gloria Borger
Gloria Anne Borger (22 de setembre de 1952) és una experta en política, periodista, i columnista estatunidenca. Borger és cap d'anàlisi política a la CNN. D'ençà que es va unir a la CNN al 2007, ha aparegut en diversos dels seus programes, inclòs The Situation Room.
Borger era anteriorment corresponsal política nacional al noticiari de la CBS, i també va aparèixer als programes de la CBS Face the Nation i 60 Minutes II. De 2002 a 2004, Borger va ser la co-presentadora de l'informatiu Capital Report de la CNBC. Abans d'això, va contribuir com a editora i columnista per U.S. News & World Report. Borger va cobrir l'accident de Three Mile Island pel diari Newsweek l'any 1979.
Va néixer en una família jueva i va créixer a New Rochelle, Nova York. El seu pare era propietari de Borger, un distribuïdor d'electrodomèstics elèctrics. Borger va assistir a l'Institut New Rochelle, on es va graduar al 1970, i a continuació es va graduar a la Universitat de Colgate, al 1974.
Borger va rebre un Premi Nacional Headliners pel seu programa de 2013 Marriage Warriors: Showdown at the Supreme Court. Va ser part de l'equip premiat amb un Primetime Emmy Award per Millor Cobertura en Directe pel programa de la CNN sobre les eleccions de 2012, així com el Premi Peabody amb la CNN per la cobertura de les campanyes i debats presincials l'any 2008. Borger va rebre una nominació a l'Emmy per "The Odd Couple", el 2010, sobre els advocats David Boies i Ted Olson.
Viu a Washington DC, amb el seu marit, Lance Morgan, un executiu de relacions públiques. Té dos fills. El seu fill Evan està casat amb Mary Anne Huntsman, filla del polític Jon Huntsman Jr.